# إيزوثيوسيانات فلوريسين
إيزوثيوسيانات فلوريسين (بالإنجليزية: Fluorescein isothiocyanate) هو مركب مشتق من الفلورسين يستخدم في تطبيقات واسعة النطاق   بما في ذلك قياس التدفق الخلوي. وصف لأول مرة في عام 1942،  المركب عبارة عن جزيء فلوريسين موظف مع مجموعة إيزوثيوسيانات (-N = C = S)، لتحل محل ذرة الهيدروجين على الحلقة السفلية من الهيكل. يتوفر منه الكثير من الأيزومرات مثل فلورسين 5-أيزوثيوسيانات وفلوريسين 6-أيزوثيوسيانات. تم تصنيعه بواسطة روبرت سيوالد وجوزيف بوركهالتر في عام 1958. 
إيزوثيوسيانات فلوريسين لديه أكبر أطوال موجية لطيف الإثارة وانبعاث حوالي 495 نانومتر و 519 نانومتر،  مما يعطيه اللون الأخضر. مثل معظم الفلوركرومات، فإنه عرضة لتبييض الصور. نظرًا لمشكلة التبييض الضوئي، فقد تم تصميم مشتقات الفلورسين مثل أليكسا 488 و ديلايت 488 لتطبيقات كيميائية وبيولوجية متنوعة تتطلب ثباتًا ضوئيًا أكبر أو كثافة عالية للضوء أو مجموعات ربط مختلفة.